# Погуляев, Сергей Сергеевич
Серге́й Серге́евич Погуля́ев (28 февраля 1873, Нижний Новгород — 13 марта 1941, Париж) — контр-адмирал Русского императорского и французского флотов, Свиты Его Величества контр-адмирал.

## Биография
Окончил Морской кадетский корпус в одном классе с А. В. Колчаком. В 1894 году произведён в мичманы.
Флаг-офицер при Управлении морского министра. В 1902—1906 годах адъютант управляющего Морским министерством.
С 06 декабря 1906 по 1910 год — военно-морской агент во Франции.
В 1910 году старший офицер крейсера «Адмирал Макаров». 19 декабря 1911 года назначен командиром эскадренного миноносца «Капитан Сакен».
В 1911 году — флигель-адъютант. Осень 1913 — командир крейсера «Кагул».
Февраль 1916 — начальник 1-й бригады линейных кораблей Черноморского флота.
29 февраля 1916 — контр-адмирал за отличие с зачислением в Свиту Его Императорского Величества. Присвоено старшинство с 23.12.1913.
Октябрь 1916 — апрель 1917 — начальник штаба Черноморского флота. По настоянию военного и морского министра А. И. Гучкова был отстранен от должности за отказ снять императорские вензеля с погонов.
Лето 1917 — председатель комиссии по расследованию обстоятельств гибели броненосного крейсера «Пересвет».
В 1918—1919 годах — на французской службе в чине контр-адмирала с причислением к Морскому генеральному штабу.
В 1919 году — начальник Управления по делам русских военных и военнопленных за границей.
1919—1920 — осуществлял связь между морским министерством Деникина и Врангеля и союзниками.
1924 — создал Русский союз морских офицеров, впоследствии преобразованный во Всезарубежное объединение морских организаций.

Март 1936 — почётный председатель Объединения офицеров Российской армии и флота в Бельгии.

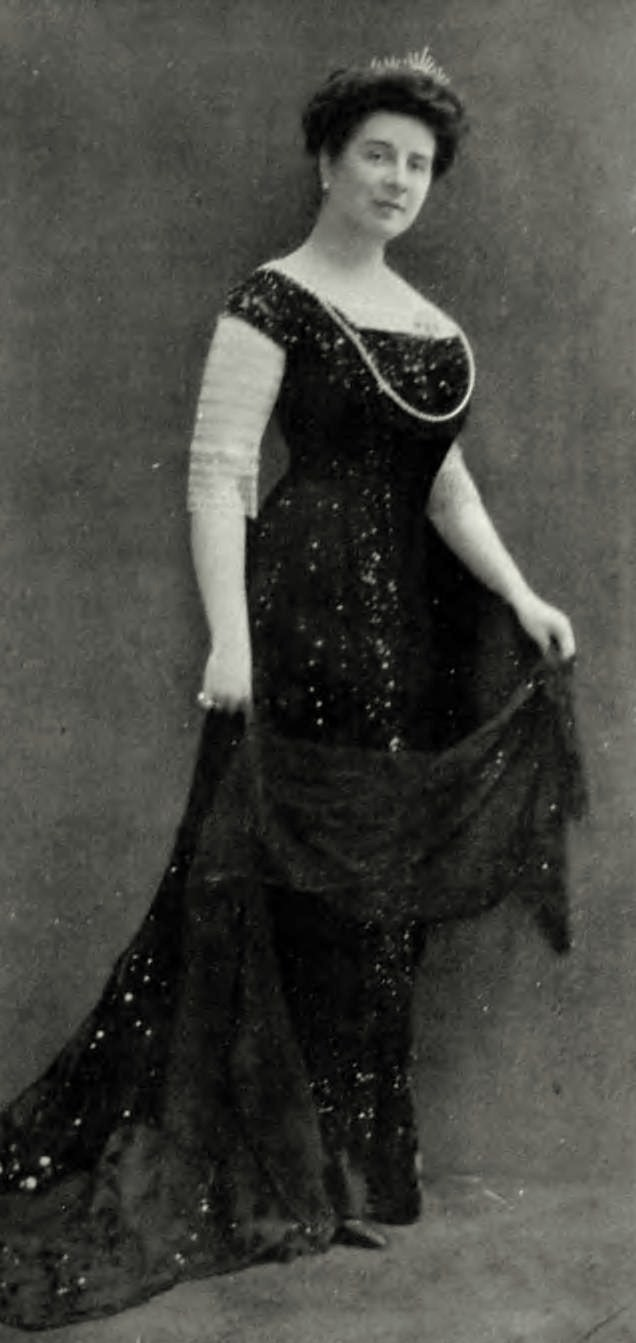
Надежда Погуляева

Умер 13 марта 1941 года в Париже, похоронен на кладбище Сент-Женевьев-де-Буа.

## Семья
Первая жена — Надежда Александровна Ветшанина, по первому мужу Павлова. Во время первой мировой войны организовывала в Севастополе ряд учреждений в помощь воинам.
Вторая жена — Анна Георгиевна Корсакова (1875—1960), похоронена вместе с мужем на кладбище Сент-Женевьев-де-Буа.